# Катастрофа Boeing 737 біля Амстердама
Катастрофа Boeing 737 під Амстердамом — авіаційна катастрофа, що сталася 25 лютого 2009 року з літаком Boeing 737-8F2 авіакомпанії Turkish Airlines, який виконував рейс TK 1951 з Стамбула в Амстердам і розбився при заході на посадку в амстердамському аеропорту Схіпгол. З 135 чоловік, що знаходилися на борту (128 пасажирів і 7 членів екіпажу), загинули 9 (з них 3 — пілоти), 86 отримали поранення.

## Літак

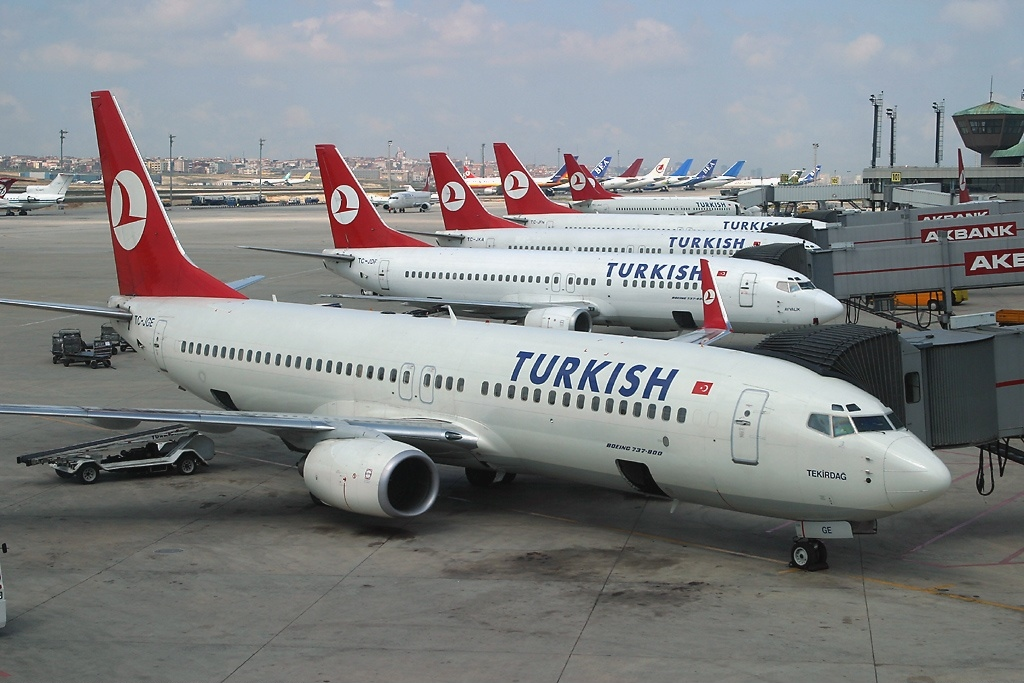
Літак, що зазнав катастрофи, за 6 років до інциденту.

Boeing 737-8F2 (реєстраційний номер TC-JGE, заводський 29789, серійний +1065, ім'я Tekirdağ) був випущений в 2002 році, перший політ виконав 24 січня. Модель 8F2 стала новою конфігурацією Boeing 737—800. Літак був оснащений двигунами CFM International 56-7B26. 27 березня того ж року був переданий авіакомпанії Turkish Airlines.
Літаком керував досвідчений екіпаж: командир та 2 пілоти, у салоні працювали 4 бортпровідника.

## Катастрофа
Під час здійснення посадки на ЗПС № 18R/36L лайнер раптово втратив висоту, опустився нижче глісади і пластом впав на поле за 1,5 км від ЗПС. Від удару літак розвалився на три частини, хвіст авіалайнера відірвався і був зміщений щодо інших частин фюзеляжу. Двигуни були зірвані і залишилися в 100 метрах від фюзеляжу. Пожежі після катастрофи не сталося.

## Розслідування
Аналіз записів бортових самописців показав, що до моменту зіткнення з землею літак був практично справний і знижувався по глісаді з включеними автопілотом і автоматом тяги. На висоті 2000 футів (609,6 м) лівий радіовисотомір видав збійне значення висоти — мінус 8 футів (— 2,13 метра), що призвело до переходу автомата тяги в режим малого газу. У цій ситуації пілотам потрібно було відключити автомат тяги, що видав помилку висоти і відновити режим роботи двигунів. Пілоти також не звернули уваги на спрацьовування звукової сигналізації, яка включається при переведенні двигунів у режим малого газу при не випущених шасі.
Унаслідок зменшення тяги швидкість впала на 40 вузлів (74 км/год) нижче мінімально допустимої швидкості при виконанні заходу на посадку, що призвело до спрацювання системи попередження звалювання на висоті 490 футів (149 м).
Другий пілот збільшив тягу двигунів, після чого командир взяв керування літаком на себе. Другий пілот не відключив автомат тяги і відпустив важелі управління двигунами, в результаті чого автомат тяги знову зменшив тягу. Лише через 6 секунд двигуни були виведені на підвищений режим роботи, але було вже надто пізно, щоб запобігти зіткненню із землею.
За результатами розслідування корпорація «Boeing» випустила директиву, в якій вказується на необхідність безперервно контролювати параметри польоту при заході на посадку.